# Erythroneura ancora
Erythroneura ancora är en insektsart som beskrevs av Beamer 1929. Erythroneura ancora ingår i släktet Erythroneura och familjen dvärgstritar. Inga underarter finns listade i Catalogue of Life.